# بورتولو موتی
بورتولو موتی (انگلیسی: Bortolo Mutti؛ زادهٔ ۱۱ اوت ۱۹۵۴) بازیکن فوتبال اهل ایتالیا است.
از باشگاه‌هایی که در آن بازی کرده‌است می‌توان به باشگاه فوتبال اینتر میلان، باشگاه فوتبال برشا، باشگاه فوتبال کاتانیا، باشگاه فوتبال دلفینو پسکارا، و باشگاه فوتبال آتالانتا اشاره کرد.